# Oscher
Der Oscher (Calotropis procera (Aiton) W.T.Aiton, Syn.: Asclepias procera Aiton, Asclepias gigantea Jacquin non L.), auch Fettblattbaum genannt, ist eine Pflanzenart in der Unterfamilie der Seidenpflanzengewächse (Asclepiadoideae) innerhalb der Familie der Hundsgiftgewächse (Apocynaceae). Ihre Frucht wird auch als Sodomsapfel bezeichnet und ist nicht zu verwechseln mit der Pflanze Sodomsapfel aus der Gattung der Nachtschatten.

## Beschreibung
Calotropis procera ist ein Strauch oder kleiner Baum, der Wuchshöhen von 1 bis 6 m erreicht. Er enthält weißen Milchsaft. Dieser Saft ist sehr bitter und kann bei Berührung mit der Haut und vor allem mit den Augen Beschwerden oder Verletzungen verursachen. Die gegenständig und dekussiert an den Zweigen angeordneten Laubblätter sind einfach, filzig behaart. Die Blattspreite ist 70 bis 205 mm lang und 55 bis 150 mm breit. Die Blattränder sind glatt. Wenn Blattstiele vorhanden sind, dann sind sie maximal 4 mm lang.
Die verzweigten Blütenstände sind kompliziert aufgebaut. Der Blütenstiel ist 20 bis 32 mm lang. Die zwittrigen, radiärsymmetrischen Blüten sind fünfzählig. Die fünf freien Kelchblätter sind 4 bis 8 mm lang. Die fünf außen cremefarbenen, weißen und innen violetten Kronblätter sind 10 bis 18 mm lang und nur an der Basis verwachsen. Es ist nur ein Kreis mit fünf Staubblättern vorhanden. Zwei Fruchtblätter sind zu einem oberständigen Fruchtknoten verwachsen mit zwei Stempeln, die oben verwachsen sind, dadurch ist nur eine Narbe vorhanden. Die Staubfäden sind untereinander, mit den Kronblättern und den zwei Stempeln verwachsen; Staubfäden und Stempel bilden zusammen eine Säule. Die Blütezeit reicht von Januar bis Dezember, ist also ganzjährig.
Die apfelähnliche, trockene Frucht (besteht aus zwei Balgfrüchten) hat einen Durchmesser von etwa 70 mm, ist 100 bis 120 mm lang und enthält viele Samen. Die Samen weisen ein Büschel langer, seidiger Haare als Flugorgane auf und haben eine Größe von etwa 6 × 4 mm.
Die Chromosomenzahl beträgt 2n = 22.

## Vorkommen
Die Art kommt ursprünglich in Makaronesien und von Nordafrika und vom tropischen Afrika bis Indochina vor. Sie wird in vielen Ländern angebaut und kommt verwildert vor.

## Apfel von Sodom

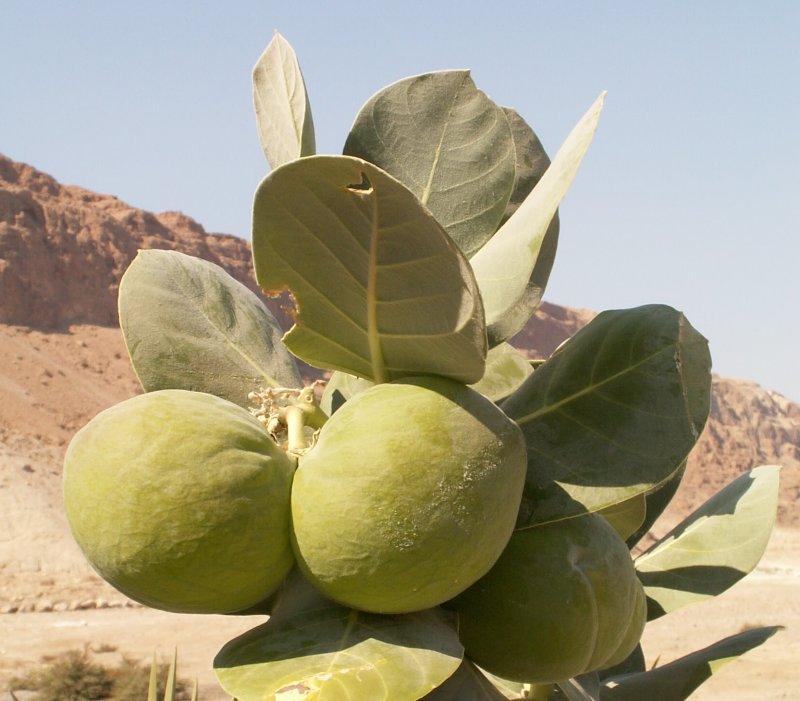
Sodomsäpfel

Der römisch-jüdische Geschichtsschreiber Flavius Josephus erwähnt in seinem Werk Der jüdische Krieg, in der Landschaft um den „Asphaltsee“ (das Tote Meer), die er mit dem biblischen Sodom gleichsetzt, wüchsen als Folge der biblischen Katastrophe immer noch Früchte, die eine Schale besäßen, die derjenigen essbarer Früchte gleichen würde, deren Inneres sich aber nach dem Pflücken in Rauch und Asche auflöse. Diese Literaturstelle wurde später immer wieder auf den Oscher bezogen. Als „Apfel von Sodom“ wurde sie, vor allem von theologischen Schriftstellern, immer wieder allegorisch gedeutet. Die Pflanze wird allerdings in der Bibel selbst nicht erwähnt.

## Verwendung
Pflanzenteile, besonders die Rinde und die Blätter, werden medizinisch genutzt. Die Hirten der Fulbe in Westafrika verwenden die Blätter zum Dicklegen von Milch zur Bereitung von Weichkäse (in Nordnigeria warankasi).
Das Holz ist leicht, hell und weich. Es dient als Brennmaterial und zum Hausbau. Von Nomaden der westlichen Sahara wurde das Holz früher für Holzsandalen und Melkgefäße verwendet. Aus dem Rindenbast können Seile gefertigt werden. In Mauretanien nutzten die Nomaden bis etwa zur Mitte des 20. Jahrhunderts die trockenen Flocken der Frucht, um als Zunder damit Feuer zu machen. Die Pflanze heißt auf Hassania turǧaīye (Pl. turǧe).
Die Samenfasern werden als Akon verwendet.

## Bilder

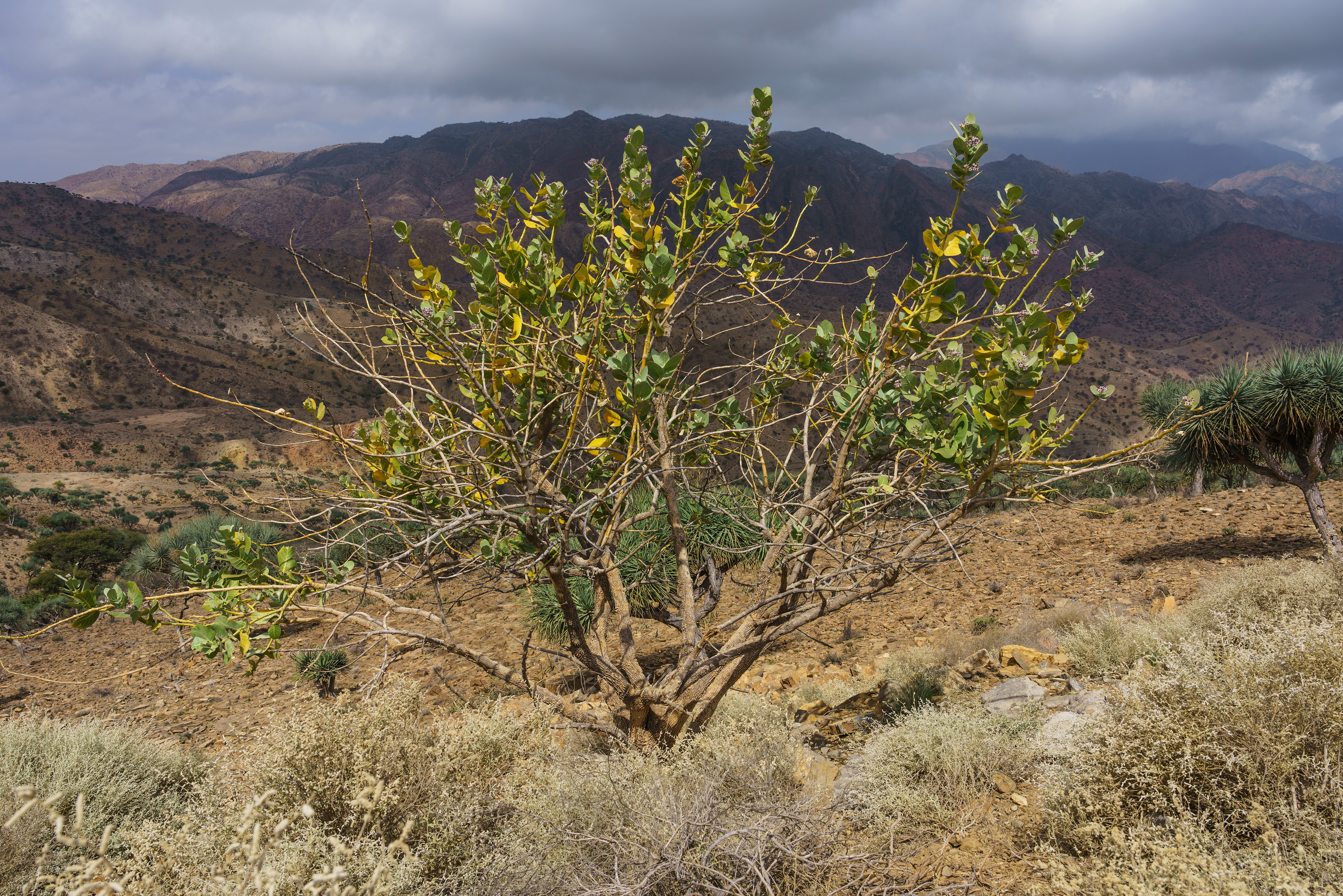
Habitus am Naturstandort: Afar-Region, Äthiopien
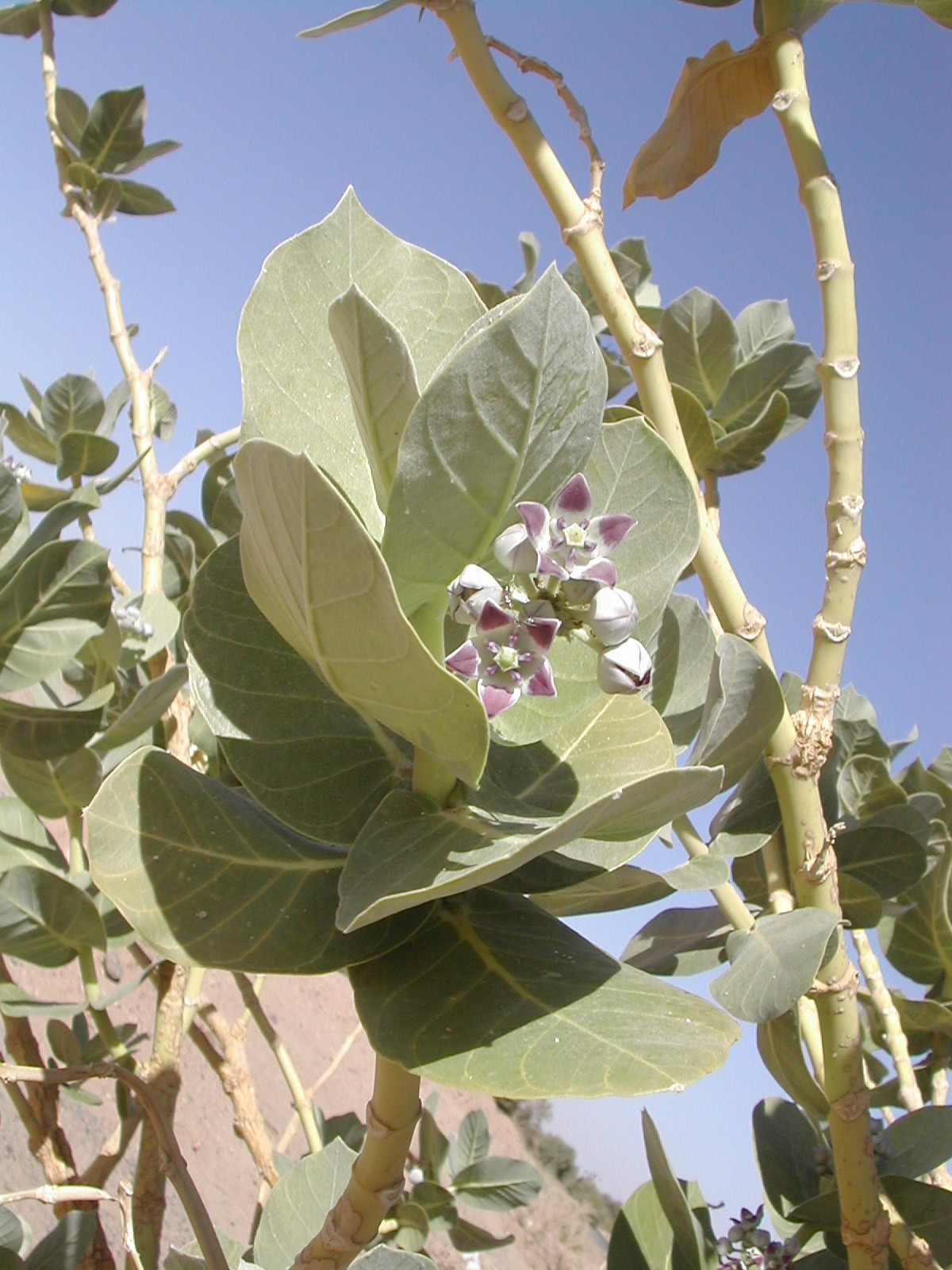
Blätter und Blütenstand mit Knospen und Blüten
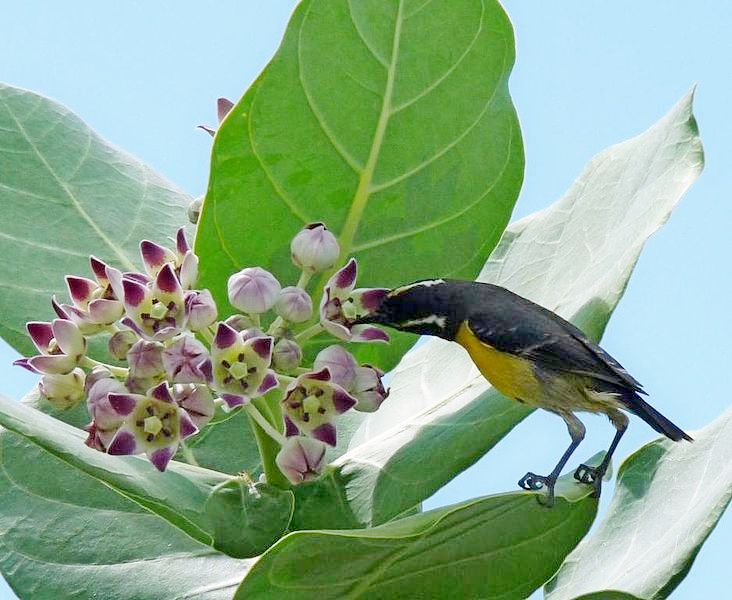
Zuckervogel (Coereba flaveola) auf einem Oscher bei der Nektaraufnahme